# Trăstikovo, Varna
Trăstikovo (în bulgară Тръстиково) este un sat în comuna Avren, regiunea Varna,  Bulgaria. 

## Demografie
Componența etnică a satului Trăstikovo
     Turci (6,81%)
     Nicio identificare (18,6%)
     Bulgari (55,98%)
     Romi (14,28%)
     Altele (4,31%)
La recensământul din 2011, populația satului Trăstikovo era de 602 locuitori. Din punct de vedere etnic, majoritatea locuitorilor (55,98%) erau bulgari, existând și minorități de romi (14,28%) și turci (6,81%). Pentru 18,6% din locuitori nu este cunoscută apartenența etnică.